# Crocidomera fissuralis
Crocidomera fissuralis är en fjärilsart som beskrevs av Walker 1863. Crocidomera fissuralis ingår i släktet Crocidomera och familjen mott. Inga underarter finns listade i Catalogue of Life.